# Оброкі (Люблінське воєводство)
Оброкі (пол. Obroki) — село в Польщі, у гміні Вільколаз Красницького повіту Люблінського воєводства.
Населення — 259 осіб (2011).
У 1975-1998 роках село належало до Люблінського воєводства.

## Демографія
Демографічна структура станом на 31 березня 2011 року:
|          | Загалом | Допрацездатний вік | Працездатний вік | Постпрацездатний вік |
| -------- | ------- | ------------------ | ---------------- | -------------------- |
| Чоловіки | 123     | 23                 | 86               | 14                   |
| Жінки    | 136     | 24                 | 82               | 30                   |
| Разом    | 259     | 47                 | 168              | 44                   |